# 1560 Strattonia
1560 Strattonia је астероид главног астероидног појаса са средњом удаљеношћу од Сунца која износи 2,685 астрономских јединица (АЈ).
Апсолутна магнитуда астероида је 11,5.